# Archips fervidana
Archips fervidana es una especie de polilla del género Archips, tribu Archipini, familia Tortricidae. Fue descrita científicamente por Clemens en 1860.

## Descripción
La longitud total es de aproximadamente 10 milímetros.

## Distribución
Se distribuye por Estados Unidos.